# Salah ad Din
Salah ad Din or Salâh-ad-Dîn (Arabisch: صلاح الدين) is een gouvernement (provincie) in Irak ten noorden van Bagdad. De provincie heeft een oppervlakte van 24.751 km² en ongeveer 1.146.500 inwoners (2003). De hoofdstad is Tikrit, maar de grootste stad van de provincie is Samarra.
Tot 1976 was Salah ad Din onderdeel van de provincie Bagdad.
De naam is afgeleid van Saladin (Salah ah Din in moderne transcriptie), een islamitisch veldheer uit de 12e eeuw die geboren is in Tikrit.

## Steden en plaatsen
- Tikrit
- Balad
- Dujail
- Samarra
- Al-Dour
- Ishaqi
- Salman Pak
- Bayji
- Tuz Khurmatu